# José Renau Montoro
José Renau Montoro (c. 1875-1941) fue un artista y profesor español, padre de Josep Renau.

## Biografía
Habría nacido hacia los años 1872, 1874 o 1875. Artista restaurador, trabajó para el Museo y Escuela de Bellas de San Carlos de Valencia, la Real Academia de Bellas Artes de San Carlos, la Universidad Literaria de Valencia, el Ayuntamiento de Valencia y particulares, restaurando frescos, tallas, tablas y lienzos de todo tipo principalmente en Valencia, pero también en otras localidades como Segorbe y Gandía. Fue padre de Juan Renau y del conocido Josep Renau. Falleció en 1941.